# Odd Grenland Ballklubb 2007
Questa voce raccoglie le informazioni riguardanti l'Odd Grenland Ballklubb nelle competizioni ufficiali della stagione 2007.

## Rosa
| N. |                        | Ruolo | Calciatore              |
| -- | ---------------------- | ----- | ----------------------- |
| 1  | Norvegia (bandiera)    | P     | Espen Isaksen           |
| 2  | Venezuela (bandiera)   | A     | Fernando de Ornelas     |
| 3  | Svezia (bandiera)      | D     | Per Nilsson             |
| 4  | Norvegia (bandiera)    | D     | Morten Fevang           |
| 5  | Norvegia (bandiera)    | D     | Trond Viggo Toresen     |
| 6  | Finlandia (bandiera)   | D     | Tuomo Könönen           |
| 7  | Norvegia (bandiera)    | C     | Tommy Svindal Larsen    |
| 8  | Stati Uniti (bandiera) | D     | Nat Borchers            |
| 9  | Svezia (bandiera)      | A     | Olof Hvidén-Watson      |
| 10 | Norvegia (bandiera)    | C     | Magnus Lekven           |
| 11 | Norvegia (bandiera)    | C     | Petter Bruer Hanssen    |
| 12 | Norvegia (bandiera)    | P     | Rune Almenning Jarstein |
| 13 | Svezia (bandiera)      | A     | Stefan Bärlin           |

| N. |                        | Ruolo | Calciatore             |
| -- | ---------------------- | ----- | ---------------------- |
| 14 | Inghilterra (bandiera) | A     | Christopher Joyce      |
| 15 | Norvegia (bandiera)    | D     | Torjus Hansén          |
| 16 | Norvegia (bandiera)    | C     | Jan Tore Amundsen      |
| 17 | Norvegia (bandiera)    | D     | Sven Fredrik Stray     |
| 18 | Norvegia (bandiera)    | D     | Espen Ruud             |
| 19 | Danimarca (bandiera)   | C     | Jacob Sørensen         |
| 20 | Norvegia (bandiera)    | A     | Tarjei Dale            |
| 21 | Norvegia (bandiera)    | D     | Steffen Hagen          |
| 22 | Rep. Ceca (bandiera)   | A     | Zbyněk Pospěch         |
| 23 | Norvegia (bandiera)    | A     | Fredrik Gulsvik        |
| 24 | Norvegia (bandiera)    | D     | André Muri             |
| 25 | Norvegia (bandiera)    | D     | Marius Lundeberg Enger |
| 26 | Nigeria (bandiera)     | A     | Chukwuma Akabueze      |

## Risultati

### Campionato

#### Girone di andata
| Arbitro: | Skjerven (Kaupanger) |

|                          |           |                |
| Andersson 59’ Kovács 64’ | Marcatori | 32’ de Ornelas |

| Arbitro: | Moen (Haugesund) |

|  |           |            |
|  | Marcatori | 40’ Occean |

| Arbitro: | Hagen (Grue) |

|                               |           |             |
| Sokolowski 1’ Holmen 78’, 79’ | Marcatori | 76’ Gulsvik |

| Arbitro: | Hauge (Bergen) |

|                                         |           |  |
| Ruud 78’ (rig.) Gulsvik 80’ Pospěch 88’ | Marcatori |  |

| Arbitro: | Olsen (Kristiansand) |

|               |           |              |
| Ijeh 27’, 78’ | Marcatori | 64’ Borchers |

| Arbitro: | Sandmoen |

|  |           |           |
|  | Marcatori | 8’ Strand |

| Arbitro: | Edvartsen (Hamar) |

|                |           |  |
| Gunnarsson 16’ | Marcatori |  |

| Arbitro: | Hagen (Grue) |

|  |           |                            |
|  | Marcatori | 58’ Sigurðsson 74’ Winters |

| Arbitro: | Helgerud (Lier) |

|           |           |             |
| Lange 39’ | Marcatori | 90’ Gulsvik |

| Arbitro: | Staberg |

|                    |           |                         |
| Nilsson 21’ (rig.) | Marcatori | 52’ Skjelbred 58’ Konan |

| Arbitro: | Edvartsen (Hamar) |

|             |           |                      |
| Nielsen 29’ | Marcatori | 10’ Pospěch 16’ Ruud |

| Arbitro: | Helgerud (Lier) |

|                                               |           |  |
| Sørensen 29’, 90’ Adriano 50’ (aut.) Dale 55’ | Marcatori |  |

| Arbitro: | Olsen (Kristiansand) |

|                    |           |          |
| Bjørkøy 53’ (rig.) | Marcatori | 29’ Ruud |

#### Girone di ritorno
| Arbitro: | Berntsen (Vang) |

|  |           |           |
|  | Marcatori | 50’ Sørum |

| Arbitro: | Hauge (Bergen) |

|            |           |          |
| Søgård 18’ | Marcatori | 83’ Ruud |

| Arbitro: | Staberg |

|                        |           |  |
| Pospěch 37’ Bärlin 75’ | Marcatori |  |

| Arbitro: | Sælen (Bergen) |

|                      |           |             |
| Diego Silva 38’, 46’ | Marcatori | 82’ Bentley |

| Arbitro: | Olsen (Kristiansand) |

|             |           |                                      |
| Bentley 69’ | Marcatori | 10’ Steenslid 29’ Ijeh 74’ Samuelsen |

| Arbitro: | Hagen (Grue) |

|                             |           |                                     |
| Rushfeldt 40’ Moldskred 63’ | Marcatori | 2’ Ruud 5’, 29’ Bärlin 57’ Sørensen |

| Arbitro: | Edvartsen (Hamar) |

|                 |           |                                                           |
| Ruud 47’ (rig.) | Marcatori | 17’, 30’, 67’ (rig.) Gunnarsson 39’ Nannskog 63’ Stenvoll |

| Arbitro: | Moen (Haugesund) |

|                                                        |           |  |
| Andresen 48’ (rig.) Huseklepp 68’ Moen 70’ Helstad 77’ | Marcatori |  |

| Arbitro: | Staberg |

|          |           |                                                |
| Ruud 78’ | Marcatori | 5’ (aut.) Muri 13’ Zajić 49’ Berre 89’ Jalland |

| Arbitro: | Staberg |

|                                 |           |             |
| Koné 42’, 45’ (rig.) Tettey 62’ | Marcatori | 78’ Pospěch |

| Arbitro: | Skjerven (Kaupanger) |

|                      |           |  |
| Fevang 5’ Bärlin 27’ | Marcatori |  |

| Arbitro: | Helgerud (Lier) |

|  |           |                 |
|  | Marcatori | 73’, 87’ Bärlin |

| Arbitro: | Øvrebø (Oslo) |

|                            |           |  |
| Ruud 12’ (rig.) Bärlin 17’ | Marcatori |  |

#### Qualificazioni per la Tippeligaen 2008
| Arbitro: | Sandmoen |

|  |           |             |
|  | Marcatori | 12’ Martins |

| Arbitro: | Skjerven (Kaupanger) |

|                        |           |                                |
| Olsen 3’, 27’ Berg 69’ | Marcatori | 42’ Toresen 72’ (aut.) Martins |

### Coppa di Norvegia
| Arbitro: | Johansen |

|  |           |                                                           |
|  | Marcatori | 43’, 72’ Pospěch 53’ Hvidén-Watson 83’ Lekven 88’ Hanssen |

| Arbitro: | Johansen |

|               |           |                                  |
| Tungesvik 45’ | Marcatori | 8’ Borchers 39’ Dale 73’ Gulsvik |

| Arbitro: | Borgersen (Oslo) |

|                                     |           |              |
| Joyce 49’, 72’ Ruud 76’ Gulsvik 90’ | Marcatori | 4’ Skarbøvik |

| Arbitro: | Sandmoen |

|          |           |                         |
| Konan 2’ | Marcatori | 61’ Fevang 90’ Sørensen |

| Arbitro: | Øvrebø (Oslo) |

|                 |           |                     |
| Fevang 42’, 65’ | Marcatori | 32’ (rig.) Stokholm |

| Arbitro: | Sandmoen |

|               |           |  |
| Rodríguez 11’ | Marcatori |  |